# Плотников, Владимир Николаевич
Владимир Николаевич Плотников (родился 30 ноября 1961 года в с. Гусёвка, Ольховский район, Сталинградская область, РСФСР, СССР) — российский политический деятель, депутат Государственной думы ФС РФ I, II, III, IV, VII и VIII созывов. В Государственной думе VII и VIII созыва — первый заместитель председателя Комитета Государственной думы по аграрным вопросам, член фракции «Единая Россия».
Заслуженный агроном Российской Федерации (1993).
Из-за вторжения России на Украину, находится в санкционных списках Евросоюза, США, Великобритании и ряда других стран

## Биография
В 1984 году получил высшее образование по специальности «агрономия» окончив агрономический факультет Волгоградского сельскохозяйственного института. В 1997 году Окончил Дипломатическую академию Министерства иностранных дел РФ. С 1995 года — кандидат сельскохозяйственных наук, с 2011 года — доктор экономических наук.
С 1984 по 1993 год работал агрономом-семеноводом совхоза «Гусевский» Ольховского района Волгоградской области, главным агрономом, первым заместителем директора данного хозяйства.
Депутат Государственной Думы первого (1993—1995), второго (1995—1999), третьего (1999—2003) и четвёртого (2003—2007) созывов, избранный по Михайловскому одномандатному избирательному округу Волгоградской области.
С 2009 по 2014 год — член Совета Федерации от Волгоградской областной Думы.
С 2014 по 2016 год — заместитель председателя Волгоградской областной Думы.
В 2016 году избран депутатом Государственной Думы по Михайловскому одномандатному округу № 83 Волгоградской области.
17 июля 2017 года Владимир Путин объявил Владимиру Плотникову благодарность за развитие законодательства

## Законотворческая деятельность

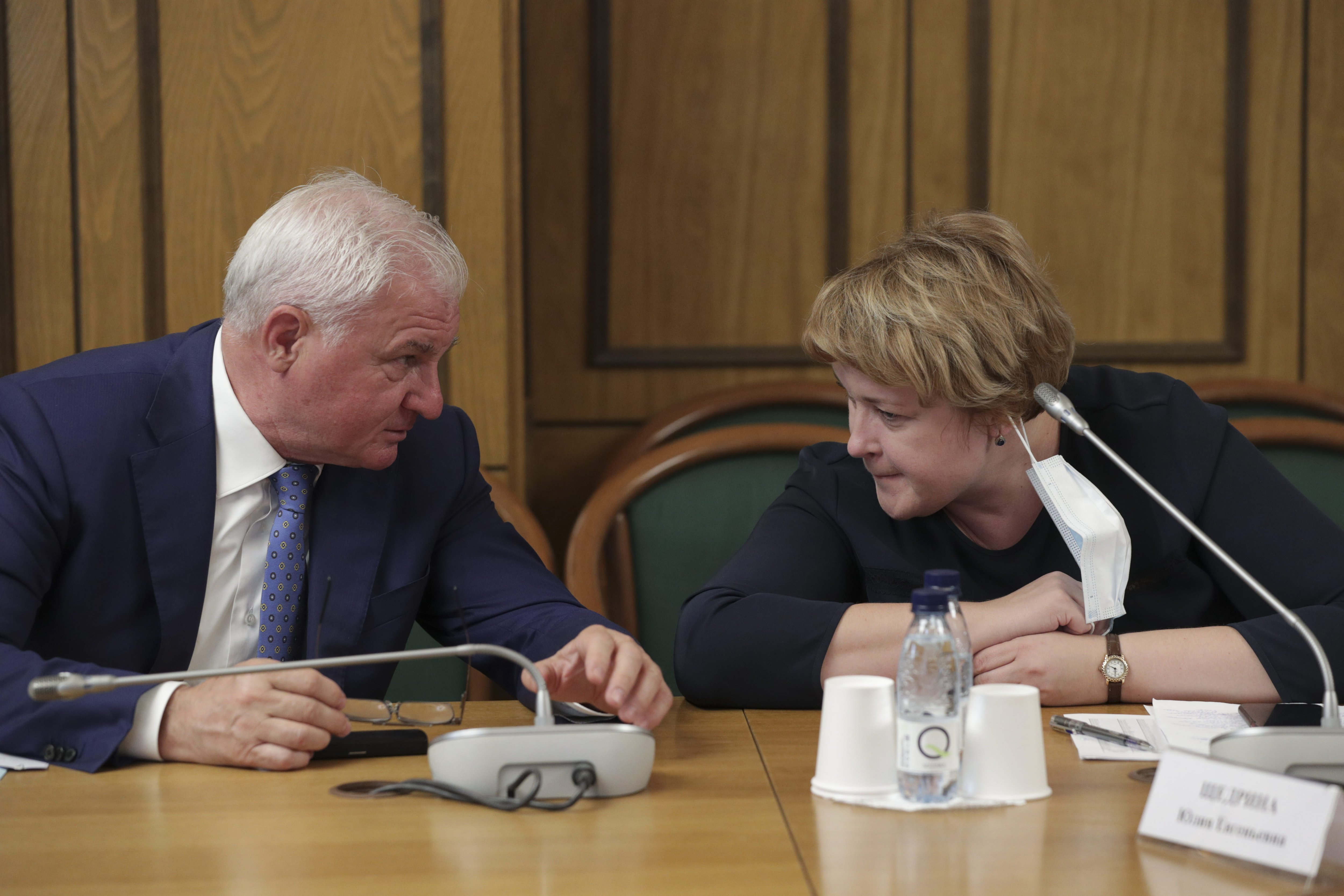
Владимир Плотников и заместитель губернатора Белгородской области Юлия Щедрина на заседании рабочей группы фракции «Единая Россия», 2021 год

С 1993 по 2019 год, в течение исполнения полномочий депутата Государственной Думы I, II, III, IV и VII созывов, выступил соавтором 110 законодательных инициатив и поправок к проектам федеральных законов.

## Общественная деятельность
В 2004—2008 гг. являлся председателем Аграрной партии России.
С 2005 года является президентом Ассоциации крестьянских (фермерских) хозяйств и сельскохозяйственных кооперативов России (АККОР).
С 2014 года является Представителем Уполномоченного при Президенте России по защите прав предпринимателей в сфере сельского хозяйства и переработки сельхозпродукции.
В. Н. Плотников входит в состав Правительственной комиссии по вопросам конкуренции и развитию малого и среднего предпринимательства, Правительственной комиссии по проведению административной реформы, является членом Коллегии Министерства сельского хозяйства Российской Федерации.
Входит в состав Президиума Росагропромсоюза, Правления НП «ОПОРА», Центрального совета Общероссийской общественной организации «Российское аграрное движение — РАД».

## Санкции
23 февраля 2022 года внесён в санкционные списки стран Евросоюза за действия и политику, которые подрывают территориальную целостность, суверенитет и независимость Украины и еще больше дестабилизируют Украину.
24 февраля 2022 года включён в санкционный список Канады «близких соратников режима» за голосование о признании независимости «так называемых республик в Донецке и Луганске».
24 марта 2022 года, на фоне вторжения России на Украину, включён в санкционный список США за «соучастие в войне Путина» и «поддержку усилий Кремля по вторжению в Украину», Госдеп США заявил что депутаты Госдумы используют свои полномочия для преследования инакомыслящих и политических оппонентов, нарушают свободу информации, ограничивают права человека и основные свободы граждан России.
Позднее, по аналогичным основаниям, включён в санкционные списки Великобритании, Швейцарии, Австралии, Японии, Украины и Новой Зеландии.

## Спорт
Кандидат в мастера спорта по многоборью.

## Личная жизнь
Женат, двое детей.
Увлекается футболом, был членом футбольной команды депутатов Государственной Думы. Свободное время отдаёт чтению книг, садоводству, спорту.

## Награды
- Орден Александра Невского (26 марта 2025 года)[16].
- Орден Дружбы[17].
- Заслуженный агроном Российской Федерации (1 июня 1993 года) — за заслуги в области сельского хозяйства и многолетний добросовестный труд[18].
- Почётная грамота Президента Российской Федерации[17].
- Благодарность Президента Российской Федерации (10 июля 2017 года) — за заслуги в развитии бюджетного и налогового законодательства, многолетнюю добросовестную работу[19].
- Почётная грамота правительства Российской Федерации[17].
- Благодарность Правительства Российской Федерации[17].
- Почётная грамота Государственной Думы Российской Федерации[17].
- Почётная грамота Совета Федерации[17].

## Книги
1. В. Н. Плотников, Мировой продовольственный кризис. Уроки для России. — М.: ООО «Брейн Принт», 2011.
2. Плотников В. Н. Фермерский уклад России. — Волгоград: Изд-во ВолГУ, 2011.
3. Плотников В. Н. Фермеры и государство. — М.: Брейн Принт, 2010
4. Плотников В. Н. Российский фермер: социально-экономический портрет. — М.: ООО «Брейн Принт», 2009.
5. Плотников В. Н. Крестьянская борозда на политическом поле. — М.: БрейнПринт, 2008.
6. Плотников В. Н. Без деревни нет России. — М.: Алмаз, 2007.
7. Плотников В. Н. Нам жить одной судьбой. — Волгоград: ГУ «Издатель», 2003.
8. В. Н. Плотников, А. Г. Пузановский. Продовольственное обеспечение: мир, Россия, ВТО. — М.: Брейн Принт, 2013.